# CIGNA
CIGNA ist ein US-amerikanisches Versicherungsunternehmen, das sich mittlerweile vor allem auf Krankenversicherungen verschiedener Art insbesondere mit Firmenkunden sowie damit zusammenhängende Dienstleistungen spezialisiert hat. Das ursprünglich in verschiedenen Versicherungssparten aktive Unternehmen hat seinen Hauptsitz in Bloomfield, Connecticut und ist im Aktienindex S&P 500 gelistet.

## Geschichte
CIGNA entstand 1982 aus der Fusion der Connecticut General Life Insurance Company und der INA Corporation. Letztere war die Mutter Insurance Company of North America (INA), die sich 1792 gegründet hatte und die erste Versicherungsaktiengesellschaft der Vereinigten Staaten war. 1865 wurde in Hartford auf Anweisung des Gouverneurs von Connecticut das Versicherungsunternehmen Connecticut General Life Insurance Company (CG) gegründet.
Zeitgleich mit dem Zusammenlegen der Gesellschaften kam es zu einem Ausbau der Internationalisierung der Versicherungsprogramme. Hierzu übernahm die bereits in 145 Ländern operierende CIGNA 1984 den Konkurrenten AFIA, eine internationale Vereinigung von sechs Versicherungsgesellschaften. 1985 beteiligte sich die Gesellschaft an der Gründung des auf den Cayman Islands angesiedelten Versicherungsunternehmens ACE Limited, an das 1999 das Sach- und Haftpflichtversicherungsgeschäft für 3,45 Mrd. Dollar verkauft wurde. Kurz zuvor hatte CIGNA bereits sein Privatkundengeschäft im Bereich der Lebens- und Pensionsversicherungen an Lincoln National verkauft, in der Folge konzentrierte sich CIGNA auf das Geschäft mit freiwilligen Sozialleistungen für Firmenkunden, die Kranken-, Lebens-, Berufsunfähigkeits- und Rentenversicherungen sowie das Investmentgeschäft umfassten. Im Juni 2000 folgte im Zuge dieser Strategie der Verkauf des Lebensrückversicherungsgeschäfts an die Swiss-Re-Tochter Life Reassurance Corp. of America. Gleichzeitig wurden mit Disease-Management-Ansätzen Kosteneinsparungen von bis zu 15 bis 20 Prozent realisiert.
Im Jahr 2010 erwarb CIGNA das Krankenversicherungsunternehmen VanBreda International, das 2015 in „Cigna“ umbenannt wurde. Im Oktober 2011 erwarb CIGNA den Medicareträger HealthSpring für 3,8 Mrd. US-Dollar. Im August 2018 stimmten die Aktionäre der Übernahme des Pharmaherstellers Express Scripts für 67 Mrd. US-Dollar zu, eine der 20 größten Unternehmenstransaktionen der 2010er Jahre. Im Dezember 2019 verkaufte CIGNA sein Nicht-Krankenversicherungsgeschäft an den Konkurrenten New York Life.